# Hintere Gemeinde
Hintere Gemeinde (oberfränkisch: Gemah) ist ein Wohnplatz der Gemeinde Neudrossenfeld im Landkreis Kulmbach (Oberfranken, Bayern). Hintere Gemeinde liegt in der Gemarkung Neudrossenfeld.

## Geographie
Die ehemalige Einöde ist mittlerweile als Ortsstraße im Gemeindeteil Neudrossenfeld aufgegangen. Diese führt zur Kulmbacher Straße (= Kreisstraße KU 11).

## Geschichte
Der Ort war eine Ausbausiedlung auf Gemeindeland und wurde 1398 als „Gemein“ erstmals urkundlich erwähnt. 1740 kam es erstmals zur Unterscheidung zwischen Vordere und Hintere Gemeinde.
Gegen Ende des 18. Jahrhunderts bestand „Gemeinde“ aus einem Anwesen. Das Hochgericht übte das bayreuthische Stadtvogteiamt Kulmbach aus. Die Pfarrei Neudrossenfeld war Grundherr des Anwesens. 1804 wurde „Gemeinde“ als Weiler bezeichnet. Es ist unklar, ob hiermit die Vordere oder die Hintere Gemeinde oder beide zugleich gemeint waren.
Von 1797 bis 1810 unterstand der Ort dem Justiz- und Kammeramt Kulmbach. Mit dem Gemeindeedikt wurde Hintere Gemeinde dem 1811 gebildeten Steuerdistrikt Neudrossenfeld und der 1812 gebildeten gleichnamigen Ruralgemeinde zugewiesen.

### Einwohnerentwicklung
| Jahr      | 001818 | 001861 | 001871 | 001885 | 001900 |
| Einwohner | *      | 2      | 7      | 7      | 8      |
| Häuser    | *      |        |        | 1      | 1      |
| Quelle    | [ 7 ]  | [ 9 ]  | [ 10 ] | [ 11 ] | [ 12 ] |

## Religion
Hintere Gemeinde ist seit der Reformation evangelisch-lutherisch geprägt und nach Neudrossenfeld gepfarrt.

## Weblink
- Hintere Gemeinde in der Ortsdatenbank des bavarikon, abgerufen am 20. August 2021.